# ناو آئورورا
ناو آئورورا (به انگلیسی: Russian cruiser Aurora) یک کشتی است که طول آن ۱۲۶٫۸ متر (۴۱۶ فوت) می‌باشد. این کشتی در سال ۱۹۰۰ ساخته شد.